# Saimyō-ji (Mashiko)
Pour l’article homonyme, voir Saimyō-ji pour le temple de Kōra.

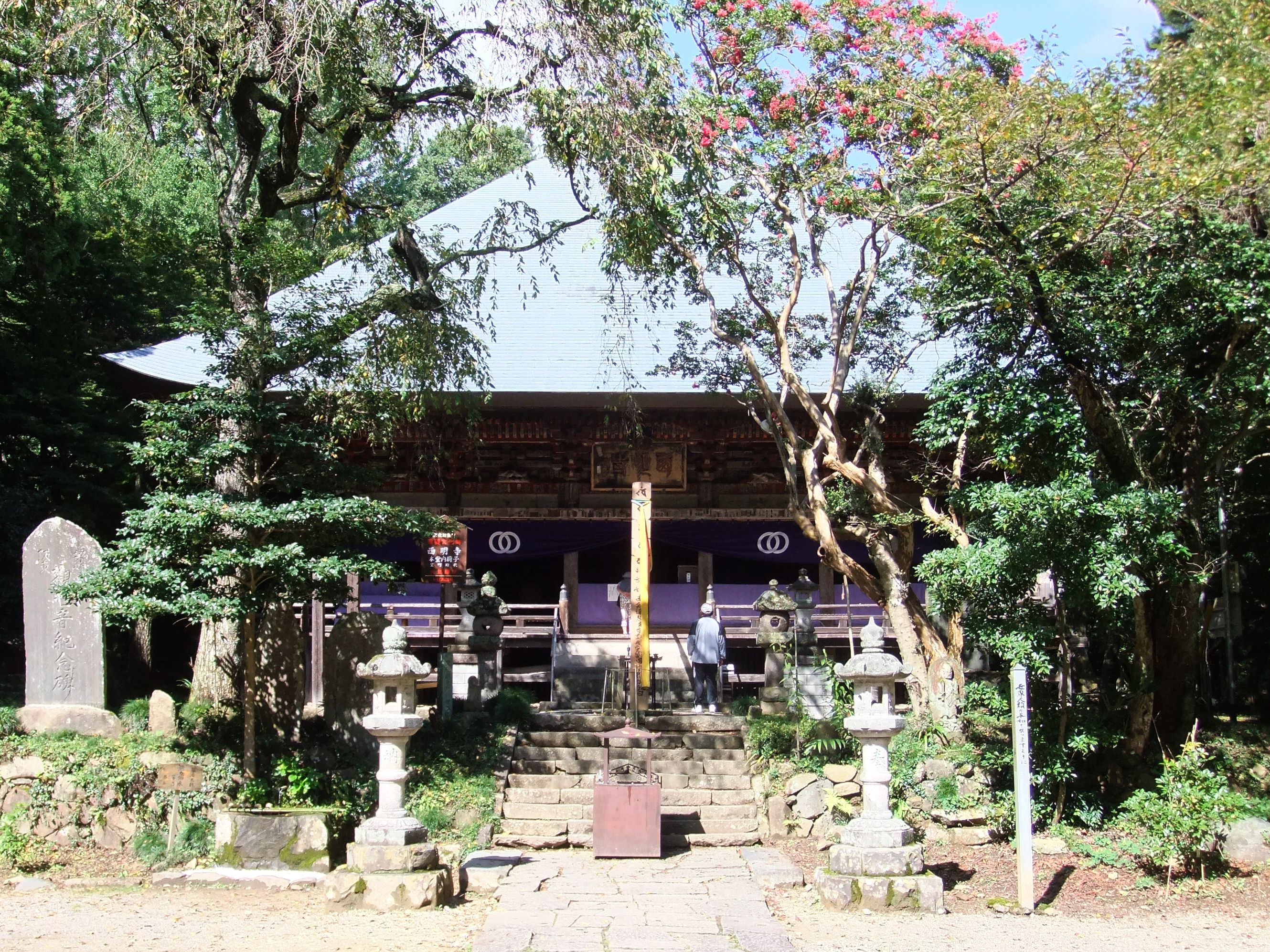
Hondō du Saimyō-ji.

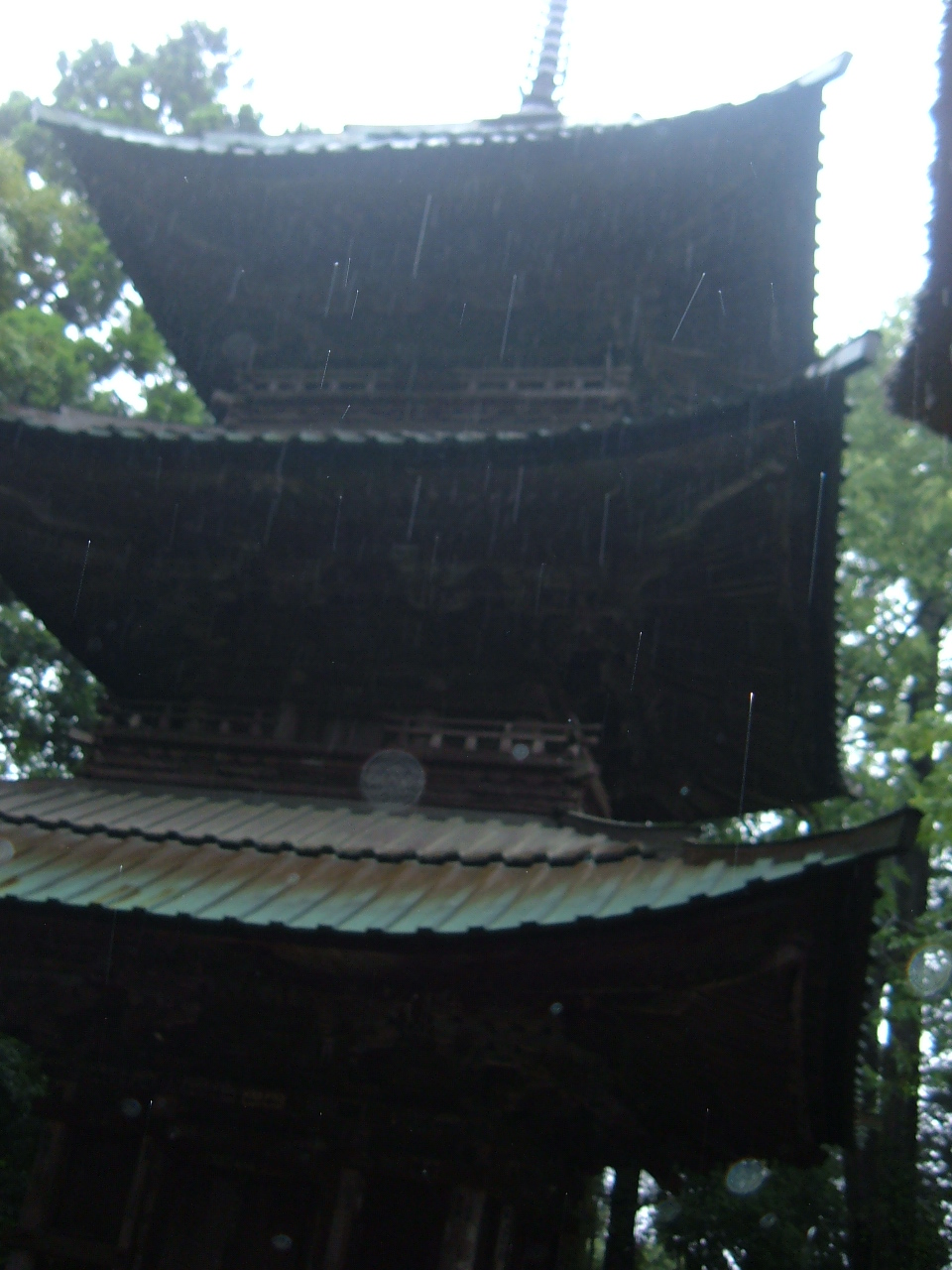

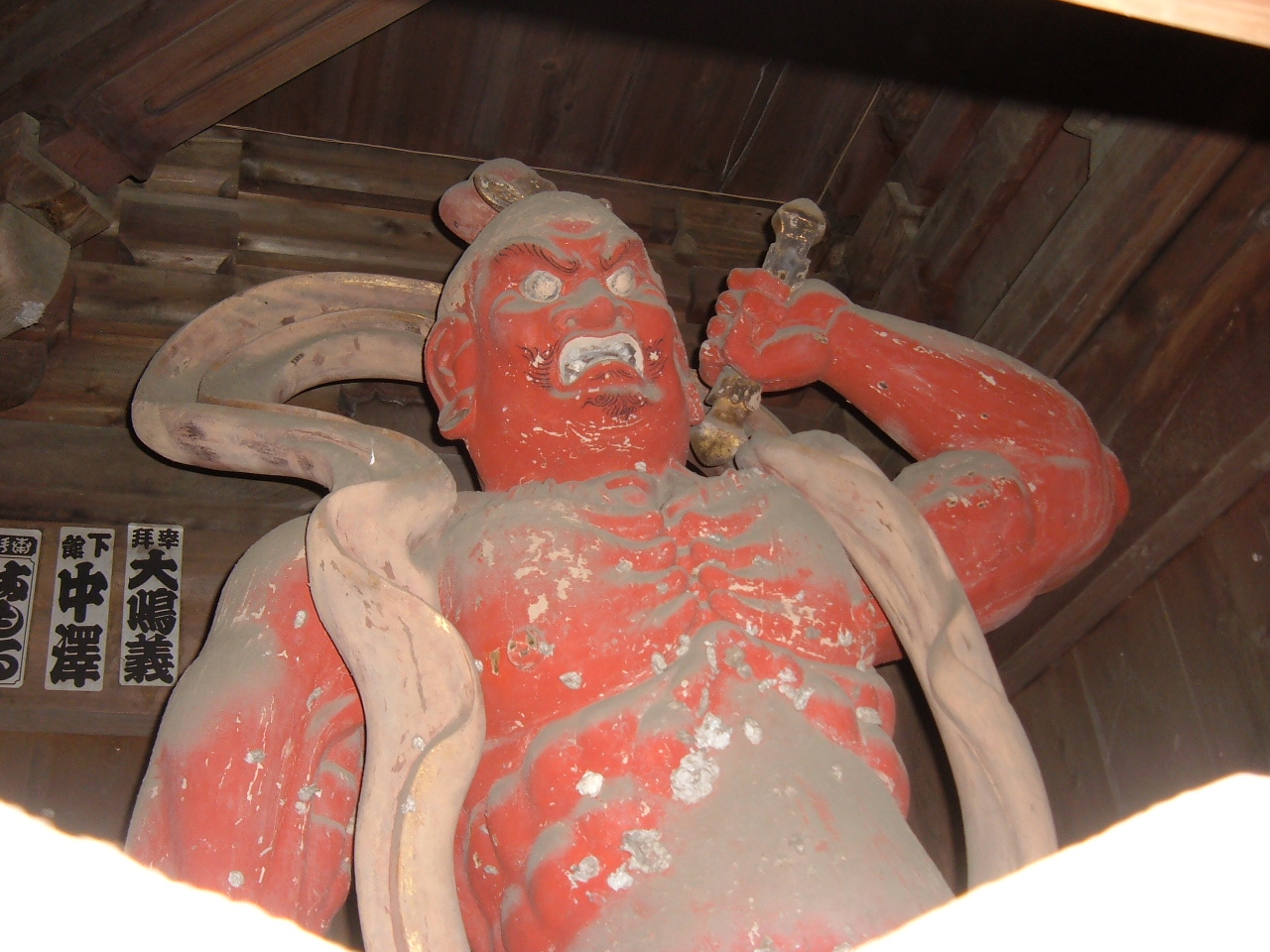

Le Saimyō-ji (西明寺) est un temple bouddhiste Shingon de la secte Shingon-shu Buzan-ha, situé à mi-hauteur d'une montagne, dans le bourg de Mashiko, préfecture de Tochigi au Japon. Construit en 737 et reconstruit en 1492, c'est l'un des quatre plus anciens temples de l'est du Japon. Il est le seul temple où l'on peut voir une statue d'Enma, le juge de l'enfer, riant. Le temple possède également une plantation de shikeidake, un bambou décoratif originaire de Chine avec des tiges à quatre côtés plutôt que rondes et qui poussent à 10 m de hauteur.
Le Saimyō-ji est désigné bien culturel important du Japon.

## Source de la traduction
- (en) Cet article est partiellement ou en totalité issu de l’article de Wikipédia en anglais intitulé « Saimyō-ji (Mashiko) » (voir la liste des auteurs).